# Pseudopaludicola ceratophryes
Pseudopaludicola ceratophryes es una especie  de anfibios de la familia Leptodactylidae.

## Distribución geográfica
Se encuentra en Brasil, Colombia y Perú. 

## Estado de conservación
Se encuentra amenazada de extinción por la pérdida de su hábitat natural.